# Ecute
ecute是JR東日本集團所開發與營運的站內商場。

## 概要
ecute是JR東日本集團推動的站內活性化專案一環的「車站站內開發零售業」。從車站環境計畫至銷售等一貫化執行的新型態業務。不同於Dila等不動產出租型式，是強調空間概念的零售業，各店的商品組合也會有所調整。
透過將原來不同形態的鐵路與商業設施一體化，JR東日本目標將「人們通過的車站進化成人們活動的車站」。
ecute的意思是eki（車站）、center（中心處）、universal（綜合）、together（一起）、enjoy（享受）。
此外，商標是由日本設計中心所設計。
從2005年春天開業的第1號店大宮店開始，雖由JR東日本車站零售負責開發營運，但因JR東日本集團內有多個商場品牌，使得民眾認知度成為一大挑戰。對此，JR東日本集團決定無論其營運企業，將所有高品質商業設施轉換品牌為「ecute」，2010年，JR東日本零售網的ecute上野店、品川South店，以及2011年JR東日本都市開發的ecute赤羽店陸續開幕。
2013年9月14日，mAAch ecute神田萬世橋（マーチエキュート神田万世橋）開幕。

## 營運企業
- 株式會社JR東日本車站零售
  - 大宮店、品川店、立川店、日暮里店、東京店
- 株式會社JR東日本零售網（日语：JR東日本リテールネット）
  - 上野店、品川South店
- 株式會社JR東日本都市開發
  - 赤羽店

## 年表
- 2001年（平成13年) 1月 - JR東日本事業創造本部成立「立川站、大宮站開發專案團隊」（2004年更名為「站內商場專案團隊」）
- 2003年（平成15年）
  - 4月 - 第1回JR東日本集團內社員公開招募
  - 9月12日 - 「株式會社JR東日本車站零售」成立
- 2004年（平成16年）5月 - 公開招募的「ecute」獲選為商場名稱
- 2005年（平成17年）
  - 3月5日 - ecute大宮開幕
  - 10月1日 - ecute品川開幕
- 2007年（平成19年）10月5日 - ecute立川第1期開幕
- 2008年（平成20年）
  - 3月30日 - ecute日暮里第1期開幕
  - 10月7日 - ecute立川第2期開幕
- 2009年（平成21年）
  - 2月11日 -T-tee ecute開幕（立川駅東付費區內）
  - 3月29日 - ecute cutte開幕（大宮站19、20號線月台上）[4]
  - 6月20日 - ecute日暮里第2期開幕
- 2010年（平成22年）
  - 3月28日 - ecute東京開幕
  - 3月31日 - ecute cutte閉店
  - 4月24日 - ecute大宮「Conoha Garden」開幕[5]
  - 12月18日 - ecute上野第1期開幕
  - 12月28日 - ecute品川South第1期開幕
- 2011年（平成23年）
  - 2月28日 - ecute品川South第2期開幕
  - 3月24日 - ecute上野第2期開幕
  - 3月26日 - ecute赤羽第1期開幕
  - 3月28日 - ecute上野第3期開幕
  - 3月31日 - ecute上野第4期開幕
  - 4月5日 - ecute品川South第3期開幕
  - 5月16日 - ecute品川South第4期開幕
  - 7月30日 - ecute赤羽第2期開幕
  - 8月22日 - ecute赤羽第3期開幕
  - 9月23日 - ecute赤羽第4期開幕

## ecute所在的車站
無特別記載的商場皆由JR東日本車站零售開發營運。

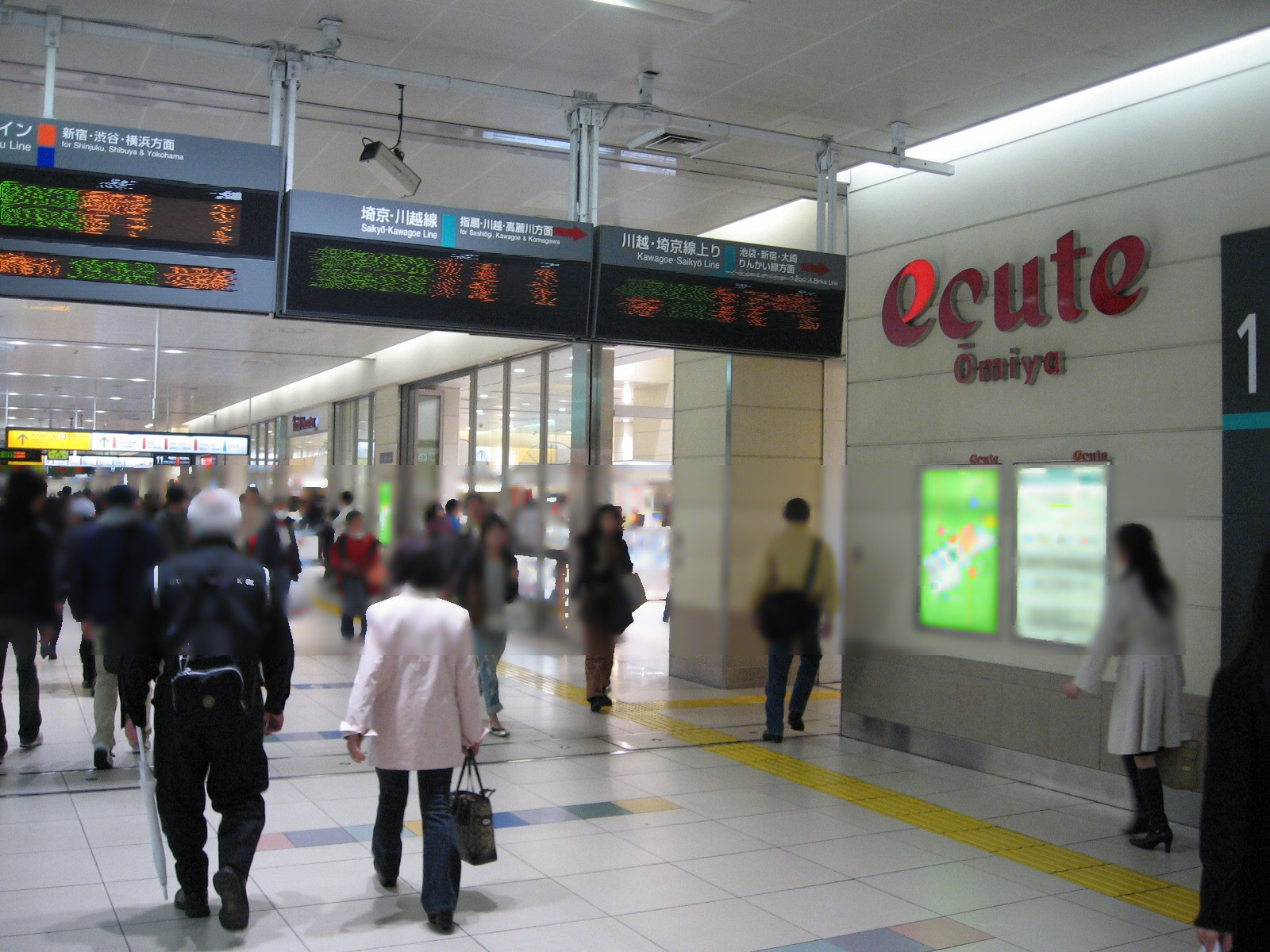
ecute大宮（JR大宮站）

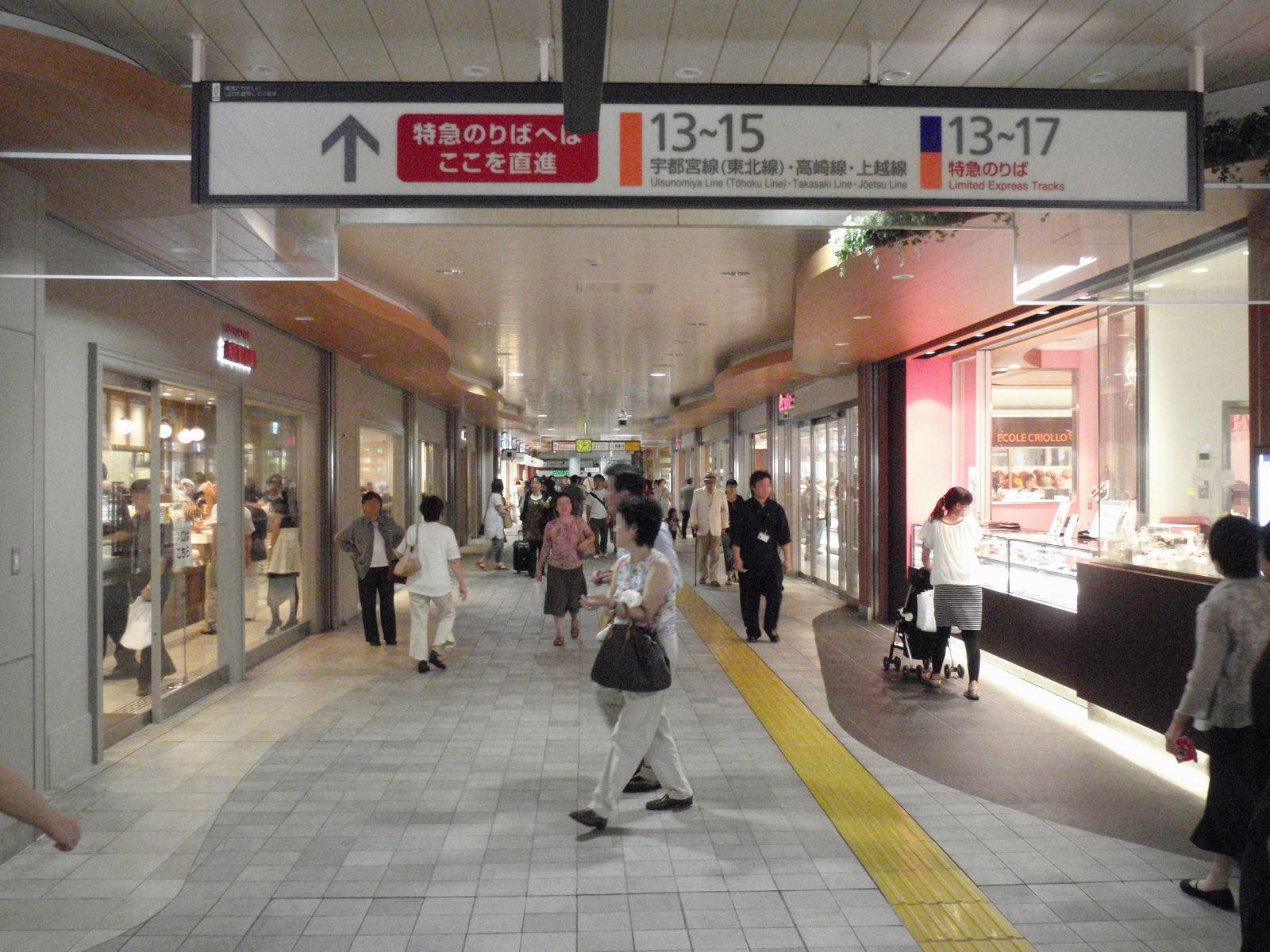
ecute上野（JR上野站）

- 大宮站 - 位於中央剪票口（南）內，占地2300m2，76店鋪。商店概念是「Market Avenue」、環境概念是「Parkside Market」[6]。
- 品川站（分為兩個營運主體）
  - エキュート品川 - 位於中央剪票口內，占地1600m2，46店鋪。共有兩層。商店概念是「Premium Private」、環境概念是は「J-Style Terrace」[7]。
  - ecute品川 South[8] - 位於中央剪票口內（舊Dila品川），占地1800m2，39店鋪。商店概念是「Smart Heartful Style」、環境概念是「Shinagawa Sunny Gardens」。開發營運為JR東日本零售網。
- 立川站 - 位於南剪票口內外，占地4300m2，88店鋪。共有四層。商店概念是「自我訂製」（自分カスタマイズ）、環境概念是「My Habit」。
- 日暮里站 - 位於北剪票口內，占地380m2，17店鋪。商店概念是「不易流行」、環境概念是「下町摩登」。車站改建中，預計將繼續擴大營業。
- 東京站 - 位於1樓剪票口內南區（舊Dila東京Media區），占地1300m2，31店鋪。商店概念是「日本Re-STANDARD」、環境概念是「ennichi（緣日）」[9][10][11]。
- 上野站 - 位於3樓剪票口內（舊Dila上野），占地4800m2，78店鋪。商店概念是「每日工作室之旅」、環境概念是「Artisan Promenade（アルチザン プロムナード）」[12][13]。開發營運為JR東日本零售網[3]。
- 赤羽站 - 位於北剪票口內（含舊ARCARD赤羽1），占地約2100m2，55店鋪。商店概念是「心Reset」、環境概念是「PASSAGE」。開發營運為JR東日本都市開發 [14]。
- 萬世橋站 - mAAch ecute神田萬世橋，舊萬世橋站高架橋、車站月台內10店鋪等期間限定店鋪。為交通博物館用地。是以歷史建築物再生作為營運概念。

## JR東日本車站零售
株式會社JR東日本車站零售是JR東日本集團所屬企業，總部位於東京都。
經營ecute各店（上野店、品川Soth店、赤羽店除外）、エキタマ（田町站）及mAAch ecute（萬世橋站）。

### 醜聞
- 2014年4月，因疑似拒絕消費稅增稅部分轉嫁而強迫租戶接受，被公正取引委員會依《消費稅轉嫁對策特別措置法》公布公司名[15]。

## 備註
1. ↑   (PDF). JＲ東日本.   [2015-04-30]. （原始内容存档 (PDF)于2016-03-04）.
2. ↑  . 株式会社日本デザインセンター.   [2010-04-18]. （原始内容存档于2010-03-30） （日语）.
3. 1 2  JR東日本/上野駅にエキュート開業 （页面存档备份，存于） 流通ニュース 2010年11月16日
4. ↑  2009年3月29日（日）エキナカ新ブランド"ecute cutte"誕生[永久] 株式会社JR東日本ステーションリテイリング・2009年3月18日
5. ↑  エキュート大宮に“Conoha Garden”誕生！ （页面存档备份，存于） 株式会社JR東日本ステーションリテイリング・2010年4月8日
6. ↑  .   [2017年2月19日]. （原始内容存档于2016年5月8日）.
7. ↑   (PDF).   [2017年2月19日]. （原始内容存档 (PDF)于2016年3月4日）.
8. ↑  品川駅中央改札内『ディラ品川』が『エキュート品川 サウス』に生まれ変わります！ （页面存档备份，存于） JR東日本リテールネット
9. ↑  東京駅改札内に「South Court（サウスコート）」誕生 （页面存档备份，存于） JR東日本ステーションリテイリング・プレスリリース2010年2月18日
10. ↑  東京駅サウスコートから新たなニッポンを発信 （页面存档备份，存于） JR東日本ステーションリテイリング・プレスリリース2010年3月3日
11. ↑  エキュート東京 ショップ一覧 （页面存档备份，存于） JR東日本ステーションリテイリング・プレスリリース2010年3月3日
12. ↑  2010年12月18日（土）「ecute上野」第I期オープン （页面存档备份，存于） JR東日本リテールネット
13. ↑  2011年3月、首都圏主要3駅のエキナカが生まれ変わります！ （页面存档备份，存于） JR東日本プレスリリース 2010年9月7日
14. ↑  2011年夏、赤羽駅が生まれ変わります （页面存档备份，存于） JR東日本・2011年1月19日
15. ↑  【NHK】2014年4月23日付「消費税転嫁拒否「エキナカ」会社に勧告」 （页面存档备份，存于）

## 外部連結
- ecute官方網站（页面存档备份，存于）